# Georges Dumézil
Georges Dumézil, född 4 mars 1898 i Paris, död där 11 oktober 1986, var en fransk filolog och religionshistoriker som forskade om indoeuropéernas kultur och gemensamma begrepp hos vad han uppfattade som "arier".

## Biografi
Georges Dumézil var ett av Jean Anatole Dumézils (1857–1929) och Marguerite Dutiers två barn. Farfadern hade varit konstnär, men hade haft råd att sända sin ende son till högre utbildning. Georges Dumézil läste Eneiden på latin när han var nio år, och fick kunskap om den grekiska mytologin genom verk av Berthold Georg Niebuhr på tyska. Hans farfar presenterade honom för Michel Bréal, en på den tiden stor fransk lingvist, och fick därmed redan i unga år undervisning i jämförande indoeuropeiska, såsom Franz Bopp lanserat teorin om de indoeuropeiska språkens släktskap, och Dumézil lärde sig också sanskrit.  
Han studerade vid Collège de Neufchâteau och inskrevs 1916 vid École normale supérieure. Han var inkallad 1917-1918, de sista åren av första världskriget, och var placerad i artilleriet vid fronten, för vilket han dekorerades med Croix de Guerre. Efter kriget tog han sin agrégation i klassisk litteratur, och blev därefter föreläsare vid Warszawas universitet. Han doktorerade 1924 om indoeuropéernas myter, med avhandlingarna Le Festin d’Immortalité och Le Crime des Lemniennes.
Han kom under 1920-talet i kontakt med Charles Maurras och Action française, tog avstånd från antisemitismen i de kretsarna, men attraherades av den extrema nationalismen där. Han författade under pseudonym politiska artiklar i den nationalistiska tidningen Le Jour under 1930-talet. Efter andra världskriget var Dumézil förtegen om sina politiska preferenser under dessa år, men under 1980-talet blev han häftigt angripen för detta och för att ha fungerat som influens till nazismen. Didier Eribon gick till Dumézils försvar mot dessa anklagelser 1992, medan andra förknippar Dumézil med det tankegods som ledde till nazismens uppkomst. Ytterligare andra menar att i och med att Dumézil var fransk nationalist var han antitysk och därför motståndare till nazismen.  
1925-1931 hade han en professur i religionshistoria vid universitetet i Istanbul som Mustafa Kemal låtit inrätta, 1931-1933 var han verksam vid Uppsala universitet, och därefter föreläste han vid École pratique des hautes études. Under dessa år företog han en resa till Kaukasien, där han kom i kontakt med osseter, deras kultur, språk och historia, och började intressera sig för skyterna och alanerna. 
1949 fick han en personlig professur vid Collège de France, i indoeuropéernas civilisation. Där blev han kollega med Émile Benveniste  och Claude Lévi-Strauss. Han verkade där till 1968, varefter han under tre år föreläste vid universiteten i Princeton, Chicago och Los Angeles.
Dumézil invaldes i Franska akademien 1978 på stol 40, där han efterträdde Jacques Chastenet.

## Teorier
Under hela sitt liv utförde Dumézil komparativ forskning om indoeuropéerna, såsom de uppfattades i hans samtid, detta delvis med folkloristiska studier. När Bopp lanserat teorin om de indoeuropeiska språken, uppfattades det asiatiska ursprunget som något mycket negativt och som något som européerna hade utvecklats upp från. De studier som bedrevs gällde uteslutande lingvistiken, medan frågan om hur indoeuropéerna påverkat religion och kultur bortsågs från. Att förhållningssättet till detta förändrades efter första världskriget bidrog Dumézil till aktivt. 
Hans första verk, avhandlingen Le Festin d’immortalité, behandlar odödlighetstemat och jämför det indiska amrtâ med det grekiska ambrosiâ – ett tema som han menade saknades i Skandinavien. Le Problème des Centaures (1929), hans andra större verk, fortsatte den komparativa mytforskning han initierat.
1938 lanserade han i artikeln "Préhistoire des flamines majeurs" att det urindoeuropeiska samhället varit uppdelat i tre delar, liknande det indiska kastsystemet. Detta kallade han trefunktionalitetssystemet. Detta tretal menade han även gestaltade sig i de indoeuropeiska gudsuppfattningen; de indoeuropeiska religionerna, menade han, hade alltid tre gudar som motsvarade den romerska mytologins Jupiter (övergud), Mars (krigsgud) och Quirinus (samhällsbeskyddaren och jordbruksgud). Han utvecklade sedan resonemanget med att uppställa ett schema över tretalens respektive egenskaper:
1. Den första stod för suveränitet, intelligens och helighet, och fungerade fredsbevarande.
2. Det andra för kraft och styrka, särskilt avseende krig, och fungerade som rättvisans princip.
3. Det tredje för tillgivenhet, samhällets bevarande, odling och jordbruk.

I Mythes et dieux des Germains (1939) överförde han tretalssystemet till Snorres EddaEddan, och menade att det motsvarade Oden, Tor och Frej i den nordiska mytologin där Frej motsvarade jordbruket, Oden överguden och Tor var en krigsgud.
Efter andra världskriget inriktade Dumézil sin forskning på de vediska skrifterna, Mahâbhârata och Rg-Veda, delvis under påverkan av Stig Wikander, i synnerhet i jämförelse med den romerska mytologin. Hans metod antog från denna tid alltmer strukturalistiska drag. 
Mythe et épopée och Les Dieux souverains des Indo-Européens brukar betraktas som hans huvudverk, där han samlar sin livslånga forskning.

## På svenska
- De nordiska gudarna: en undersökning av den skandinaviska religionen (Les dieux des Germains) (översättning Åke Ohlmarks, Aldus/Bonnier, 1962). 2. rev. uppl. 1966